# 尼特族

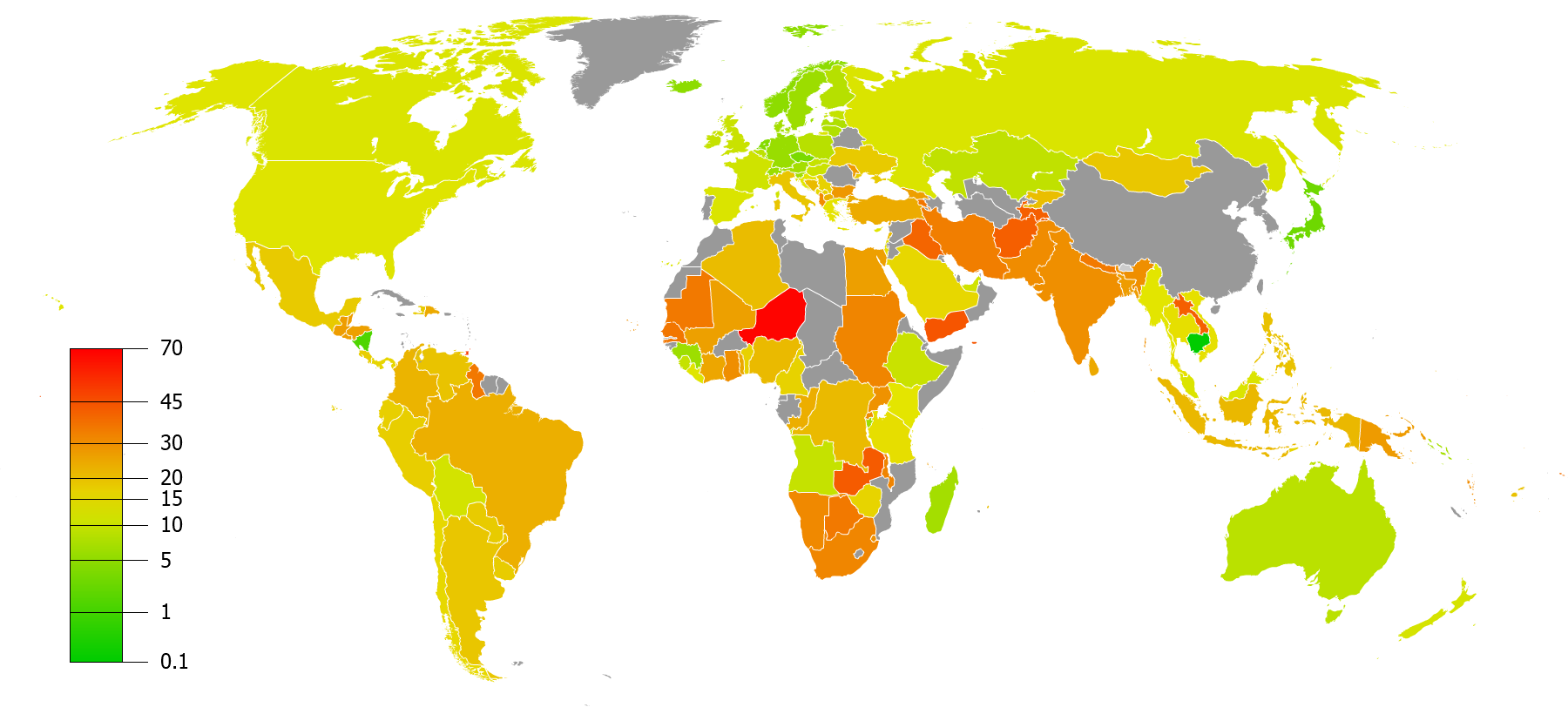
根据国际劳工组织的数据，15-24 岁年龄组中男性尼特族的百分比（2020）

尼特族（英語：NEET，全稱），是指不安排就學、不就業、不進修或不參加就業輔導的年輕人。尼特族一词最早出现於英国，之後其他國家也开始使用。
2013年在英国，18歲至24歲的青年中，有1/5無工作，倫敦有12萬名16歲至24歲的尼特族，平均每4名青年人中就有1人失業，是30年來最高紀錄。
同樣的現象也出現在歐盟各國，特別是東南歐國家家庭觀念深厚，有些屆齡中年還仰賴與父母同吃住，部分地區全年齡整體失業率甚至高過西歐城市的青年失業率。

## 名稱與原因
尼特族為世界性的社會問題，往往出現在趕不上世界經濟潮流的經濟發達高增長、生活水準高國家的待業青年階層中產生。
其可能原因如下
- 因為失敗政策或過時政策緣故，其編列過時的知識或技術的教育體制下，栽培出不合乎當時社會期盼及企業需求的人力，無法受社會或企業公司所雇用，導致人力資源過剩。（常發生在社會新鮮人及中年失業的人）
- 因為經濟發展及政策不如預期，導致低薪高時數的工作暴增，受薪受僱人工作成本已不符合收入支出比例，寧可失業不去工作。（常出現在單薪家庭中）
- 因為國家經歷經濟高增長，生活水準提高，往往會在政策上調整為以金融房地產為主，造成房地產價格上揚。其買賣投資房地產、收租市場的賺取利潤勝過受雇於企業公司，讓其子孫輩便可依靠祖父輩供給的資源，就可過活而不需外出工作。（常出現在地主或持有房地產多的家庭中）
- 因為國家經歷經濟高增長，家境富裕的家庭增多加上少子化，繼承父母輩的財產就足夠過完下輩子。（常出現在官宦和富人家庭）
- 宅文化、躺平文化、或其他反對努力工作的價值觀。
- 社交恐懼症、网络成瘾症或其他心理障礙

### 詞源
這個字詞開始被廣泛使用，起自於英國1999年，一份來自英國工黨政府受社會排斥學生輔導社團（Social Exclusion Unit，簡稱SEU）的報告。
在此報告前，則是以「地位零（status zero或Status Zer0）」代表相同尼特族的意思。安迪·佛隆(Andy Furlong)寫到，開始流行使用尼特族，主要是因為尼特一詞在英文也帶有「沒有地位」的負面聯想。
上述的分類，在其他地方政府的報告中，又另外把尼特族一詞重新定義為「填答者沒有工作、也沒有尋找工作、沒有照顧家人、沒有放無薪假、沒有在旅行、沒有生病、沒有身體障礙、沒有做志工服務、同時也沒有在進行其他不特定的活動」；然而，此縮寫在測量方法，尤其是經濟性的不活躍性這部份，並沒有一致性的定義，而這樣的定義也被用來試探對方，使用激將法取得個人資料以及個人私密背景，取得對方資料後加以歧視，例如身體障礙、嘲笑對方放無薪假。凱倫·羅柏森（Karen Robson）筆下則將此分類稱為「英國文學中含括所有「青年失業」問題的討論」
史考特·葉慈（Scott Yates）以及馬爾康·培恩（Malcolm Payne）則指出，起先因應尼特族的政策採取「全人觀點」來看待，政策規劃者檢視了年輕人目前面臨的問題，但這樣的情境在尼特族的身分被污名、標籤化後，已經走樣－－「就像在冒險中的木筏一般，問題與負面的引導，是我們讓年輕人參與的活動」。。
英国教育部則有公布英格蘭的尼特族統計數據。
計算尼特族的方法學有兩種，一是年齡層16–18歲，一則是以年齡層16-24歲之間為計算。前者依靠許多不同來源的參考資料，後者則是倚賴勞動力調查（Labor Force Survey）。

## 文化

### 中國大陸
高等教育的普及化，大學畢業人數逐漸增加，因為高學歷的心態以及受到近年經濟不景氣的影響，有不少人求職困難四處碰壁，也不願低就高勞動低薪資的工作，造成心理受挫或不平衡；或不願去從事太辛勞的工作，还常常不切合当下社会现实的反复诉诸类似于工作报酬均等的渺茫意愿，并要求自己也能像国内有门路且因之而受到过高层次培训的官商子弟一样工作輕鬆錢又多，常以參加國考等各項考試為拖延藉口，對親友假裝為全職考生，呈現空等狀態，沒工作也沒升學進修。对于家庭生活的依赖和对于社会生活的不习惯，也是一个重要的原因。尼特族亦可以說是「自願性失業」的一種。
中國大陸社會上流傳這樣一段對尼特族的形容：「一直無業，二老啃光，三餐飽食，四肢無力，五官端正，六親不認，七分任性，八方逍遙，九（久）坐不動，十分無用。」

### 其他
- 香港稱之為雙失青年（失學兼失業的青年）或隱蔽青年
- 在美國稱為歸巢族，意指孩子畢業又回到家庭，繼續依靠父母的照顧及經濟支持，在澳洲稱袋鼠族
- 在台灣大部份稱之為，另稱有魯蛇、米蟲或者家裡蹲[18][19]

## 社會影響
尼特族若依附家人而不就業，除了本身沒有自行謀生能力外，也造成家人的負擔；而家人的生活供應，並不能長久養到生命結束那天，會加速家庭經濟的危機，消費趨於保守而下降，進一步拖累景氣。這又會讓不就業、失業的人口增加，相對的社會上要救濟的人數也會增加造成政府負擔，整個社會經濟曲線亦會呈現惡性向下的趨勢。家庭氣氛也會連帶受影響，成天不做事的尼特族賴在家中，家人會擔心自己兒女的未來，多數家庭會產生爭吵，家庭不美滿，人的心理也會有改變。

## 解決辦法
尼特族由於大多數是青年人，且屬於適齡於工作的中堅性人口，因此造成的勞動資源浪費是不容忽視的。政府與社會資源為了降低社會因此一族群而造成的社會問題，會用各種方案去試圖解決，如擴張就業、職業訓練等。然而當經濟情況長期未見好轉時，尼特族造成對社會秩序的壓力會與日俱增，衝突也會激化。有證據顯示，為了解決青年勞動力過剩的問題，國家會透過公共建設、強制就業或募兵等方式來消除此問題，但如果經濟本身不能改善，以吸收失業人口，在資源不足下，政府的強制性作為會使事件變得更糟，甚至引發內亂或戰爭。日本與德國皆曾面對青壯年人口在經濟蕭條期大量失業的情況，亦使用強制手段來解決，結果卻演變成第二次世界大戰的導火線。
经济法有减低房价从而减少移动地区的成本，代表地理流动性会增加，这代表更高的概率的发挥相对优势，这会促进生产力的增加，随着边际收益产量的提高需求量增加，从而推向新的市场均衡。
根據日本內田樹教授的分析，尼特族之所以成為尼特族，是因為他們認為世間冷漠，所以應傳達出世間還是有溫暖的訊息，讓尼特族了解生命的意義是與他人的連結及付出，並知道自己的存在價值，想辦法找出適合自己的性向及能勝任的工作。

## 外部連結
- "尼特族" - 搜索 Google 圖書
- 「尼特族」席捲全球 打救要趁早 （页面存档备份，存于） 《經濟日報》 2012年11日29日